# Шин Бет
Шин Бет(на иврит: שב) е съкращение, с което често се обознача Израелската служба за вътрешна сигурност.
Истинското име на службата е Шабак, което представлява съкращение от „Шерут хабитахон хаклали“ т.е. Обща служба за сигурност.
Задачите на Шабак са следните:
- лична охрана за израелски общественнозначими фигури;
- охрана на правителствени и инфраструктурни обекти;
- откриване и осуетяване на терористични планове на израелски граждани (араби и евреи);
- следене и разпит на предполагаеми терористи;
- предоставяне на разузнавателна информация на израелската армия за терористични дейности на Западния бряг на р. Йордан и в Ивицата Газа.

Според всеобщото мнение Шин Бет (Шабак) е сред най-ефективните специални служби в целия свят.
Шефове на службата са били: Авраам Шалом, Яков Пери, Гарми Гилон, Ами Ялон, Ави Дихтер. Понастоящем ръководител на службата е Ювал Дискин.